# 10BASE2

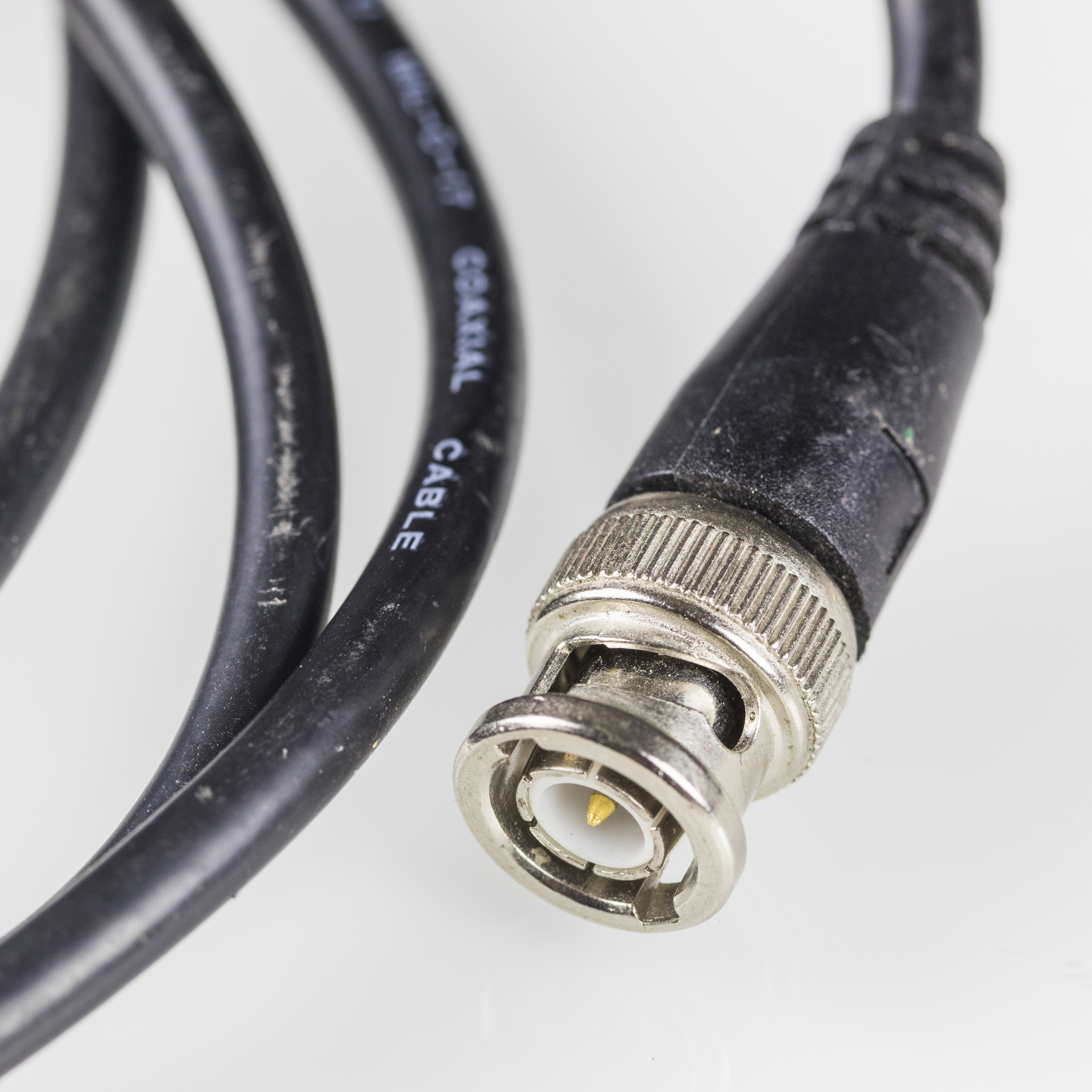
10BASE2-Kabel mit BNC-Konnektor

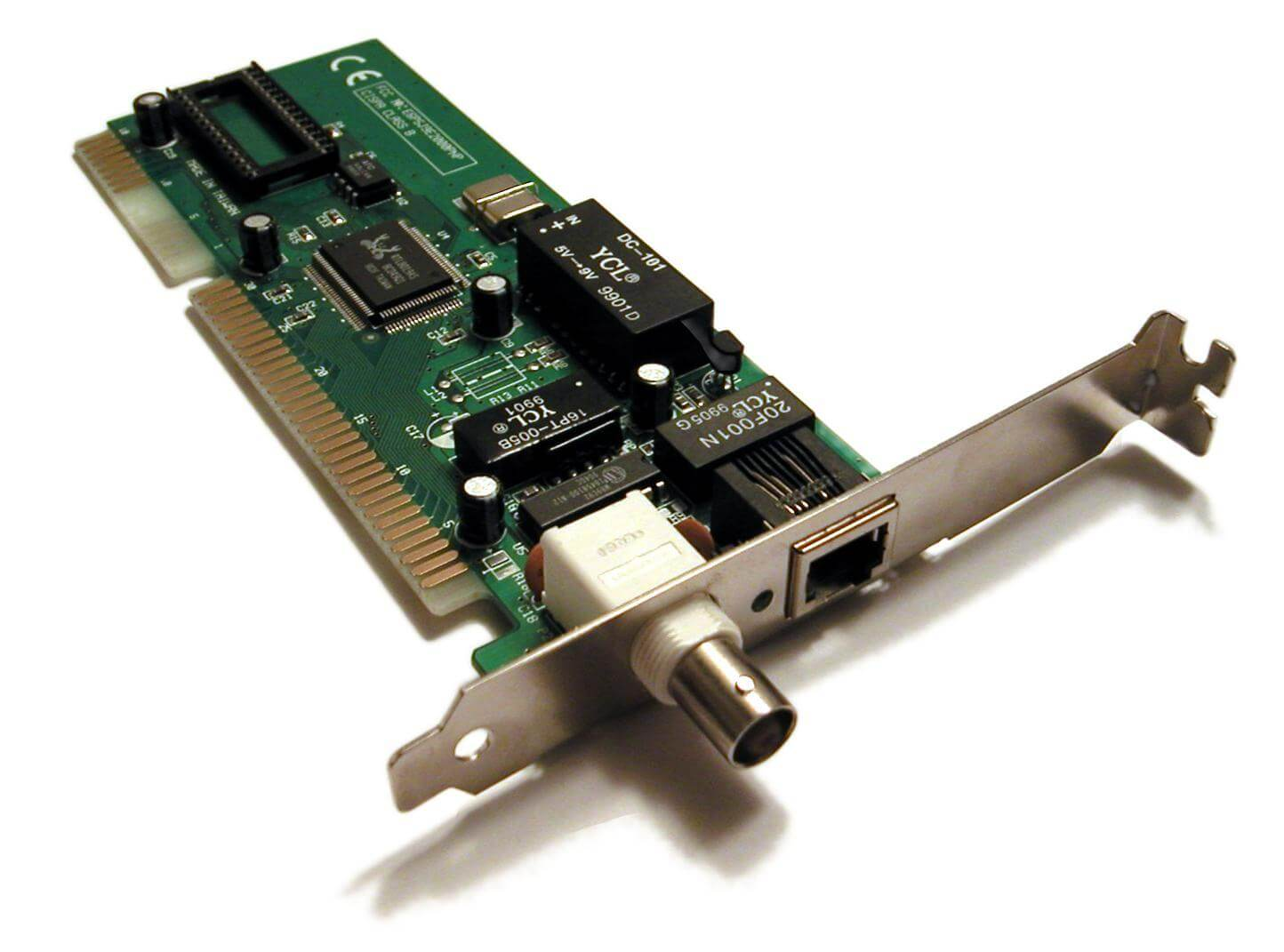
Netzwerkkarte mit BNC-Anschluss

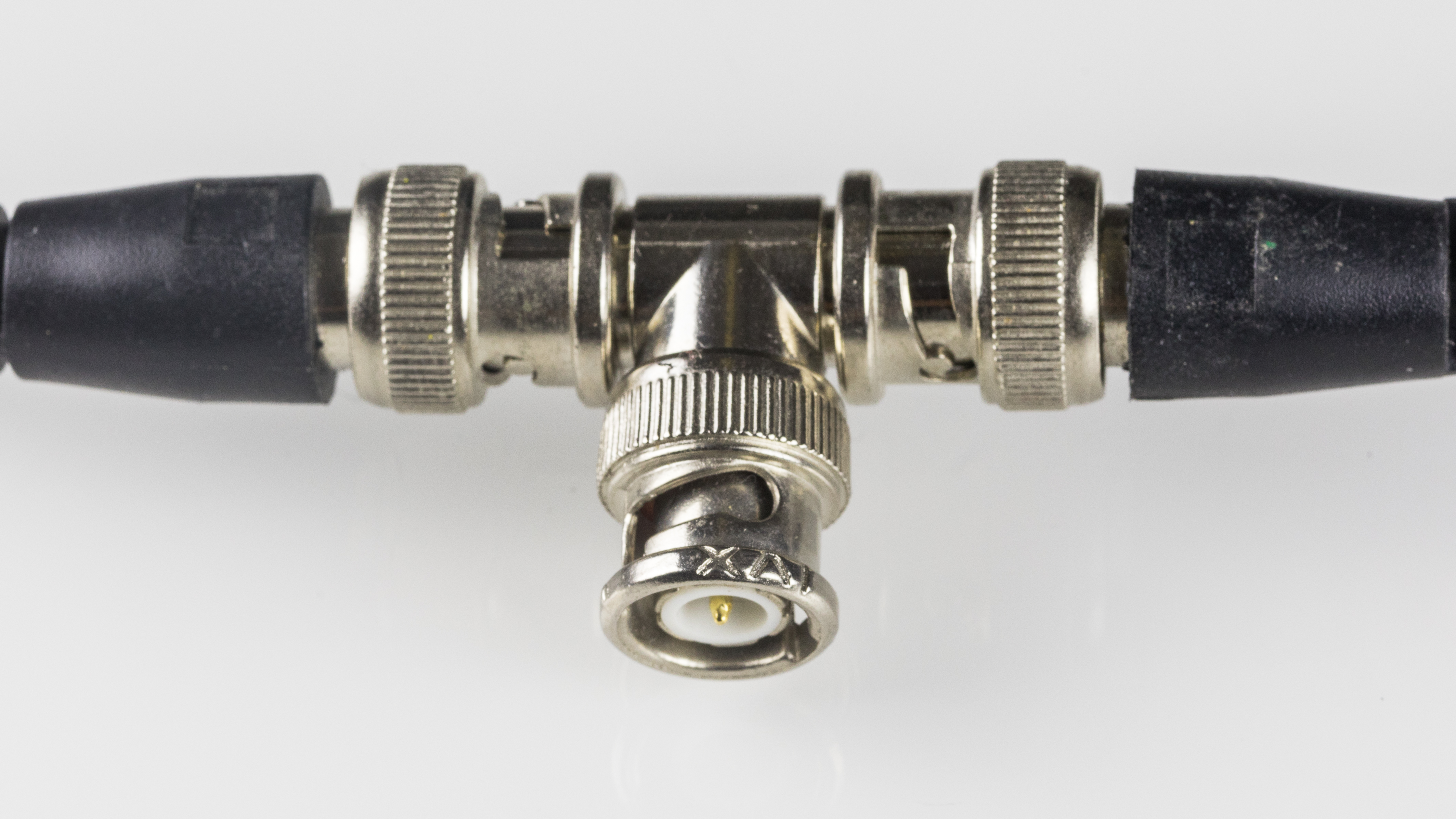
10BASE2-Kabel mit BNC-T-Stück

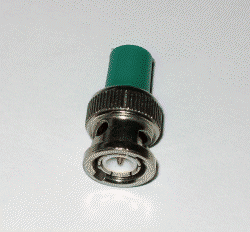
BNC-Terminator

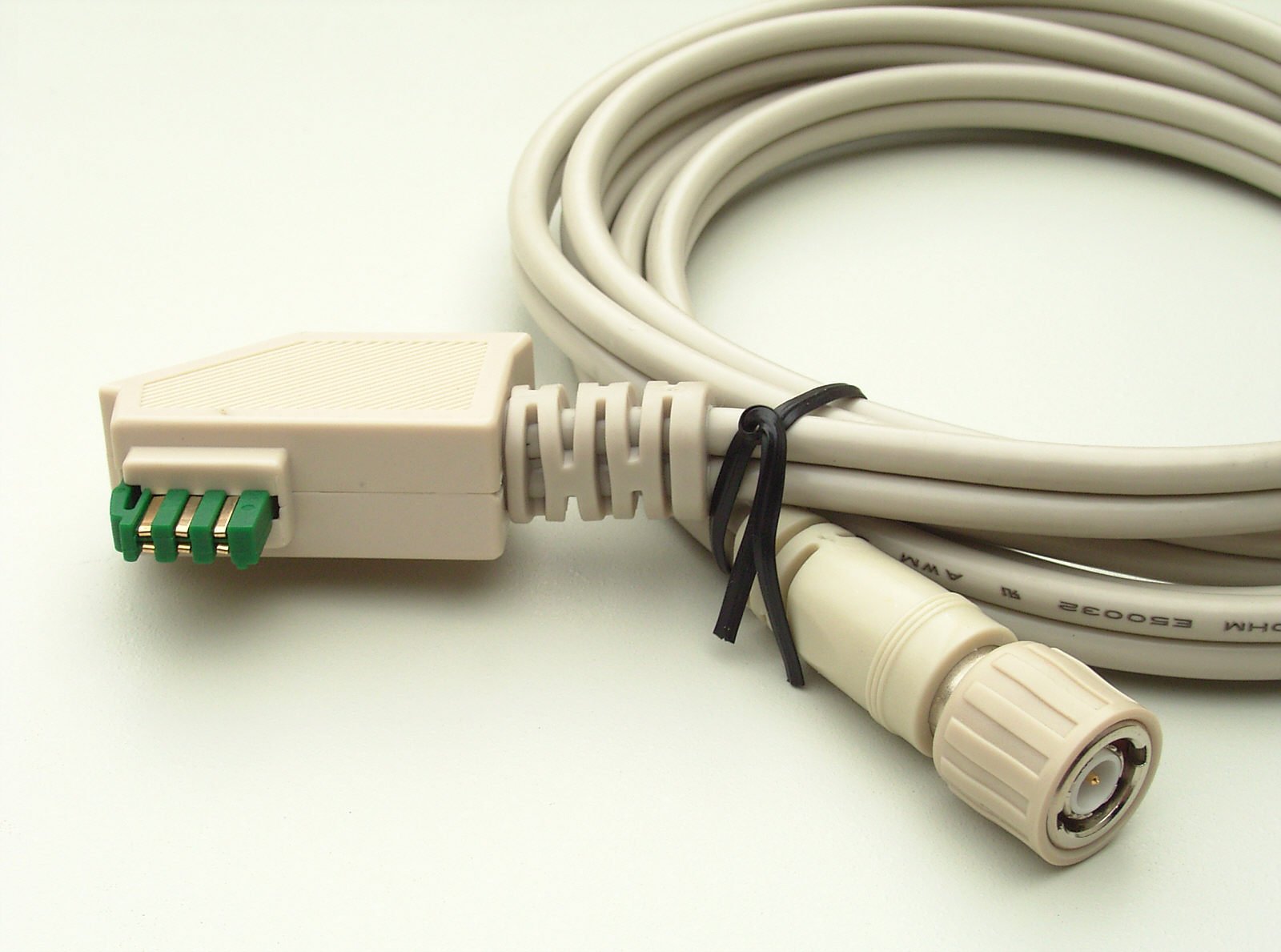
10BASE2-Kabel mit EAD- und BNC-Konnektor.
Bei diesem Kabel sind die beiden verbundenen Koaxialkabel für hin- und rückführende Strecke sichtbar. Andere Fabrikate haben noch eine gemeinsame Hülle.

10BASE2, auch Thin Ethernet, ThinWire oder Cheapernet, ist die Weiterentwicklung der Netzwerktechnologie 10BASE5 (Thick Ethernet). Als Übertragungsmedium wurde ein dünnes, flexibles Koaxialkabel (RG-58) von ca. 6 mm Durchmesser benutzt. Es trat als Alternative zu 10BASE5 an, das mechanisch unflexibler, dicker (ca. 1 cm Durchmesser) und durch die hohen Materialkosten deutlich teurer war. Der niedrigere Preis führte dazu, dass 10BASE2 häufig auch als Cheapernet bezeichnet wurde.
Während die Verbindung von 10BASE5 mit den anzuschließenden Computersystemen durch Anstechen der Leitung erfolgt, wurden bei 10BASE2 T-Stücke und BNC-Steckverbinder verwendet. Durch geringere Biegeradien, einfache Wanddosen (Ethernet-Anschlussdose), die beim Einstecken den Stichstrang in die Leitung einschleiften, leichtere Verlegetechnik und deutlich preiswertere Hardware (Hubs, Netzwerkkarten, Kabel, Entfall von Transceivern) konnte sich 10BASE2 (und damit auch Ethernet) in den 1980er Jahren auf dem Markt durchsetzen. Später wurde es durch flexiblere und schnellere Varianten abgelöst; seit 2011 rät IEEE 802.3 von Neuinstallationen ab.
10BASE2-Netzwerke müssen immer mit einem 50-Ohm-BNC-Abschlusswiderstand (Terminator) abgeschlossen werden; bei falscher oder nicht vorhandener Terminierung kommt es durch Signalreflexionen zu Übertragungsfehlern.

## Topologie
10BASE5 und 10BASE2 erfordern eine elektrische Bus-Topologie – ein durchgehendes Kabel läuft an allen Stationen vorbei. Dies verringert den Verkabelungsaufwand, da ein Kabel nur bis zur jeweils nächsten Station gelegt werden muss. Gleichzeitig erhöht sich die Störanfälligkeit, da ein Defekt im Kabel oder an einer Netzwerkkarte meist alle Stationen des Segments stört. Wegen dieser Störanfälligkeit wurde 10BASE2 später von 10BASE-T mit Twisted-Pair-Kabeln abgelöst, die eine Stern-Topologie verwenden – jede Station hat eine eigene Verbindung zum Repeater Hub. Der Hub kopiert eingehende Bits des jeweiligen Senders auf die anderen Ports und stellt damit die jeweils benötigte Punkt-zu-Mehrpunkt-Verbindung nur temporär her. Ports mit Kurzschlüssen oder Dauersendern (Jabber) werden automatisch ausgekoppelt.
Netzwerkgeräte mit AUI-Port benötigen zum Anschluss an 10BASE2 einen Transceiver. Häufig wurde dieser in die Netzwerkkarte integriert.

## Spezifikationen
- Wellenwiderstand: 50 Ohm
- Kabelbezeichnung: RG 58
- Maximale Segmentlänge: 185 m
- Maximal drei Segmente mit insgesamt maximal 90 (30 Stationen pro Segment, nach der 5-4-3-Regel) angeschlossenen Stationen
- Mindestabstand zwischen den T-Stücken: 0,5 m.
- Maximalabstand zwischen Busanschluss (T-Stück) und Transceiver ca. 30 cm.
- Bevor eine Station mit der Übertragung eines Datenpakets beginnen kann, muss sie warten, bis der Bus frei ist. Das heißt, alle Stationen eines Segments teilen sich die zur Verfügung stehende Übertragungsrate.
- Beginnen zwei Stationen genau gleichzeitig mit der Übertragung eines Datenpakets, tritt eine Kollision auf.
- 10BASE2 arbeitet im Halbduplex-Modus
- Die maximale Übertragungsrate von 10BASE2 beträgt 10 Mbit/s.

Bei Verkabelungssystemen, wie beispielsweise mit EAD-Steckern, wird durch das Einstecken des Anschlusskabels die fixe Verkabelung in der Anschlussdose aufgetrennt und über das Anschlusskabel umgeleitet. Die Anschlusskabel müssen daher doppelt gerechnet in die maximale Segmentlänge einbezogen werden. Der am anderen Ende des Anschlusskabels befindliche BNC-Stecker bildet das T-Stück, und somit wird der Maximalabstand zwischen Busanschluss und Transceiver nicht überschritten. Zwischen den Anschlussdosen kann die Kabellänge sehr kurz sein, da durch die Anschlusskabel der Mindestabstand zwischen den T-Stücken eingehalten wird.
In gut ausgelasteten Netzwerksegmenten reduzieren die auftretenden Kollisionen die nutzbare Bandbreite um einige Prozent. Treten Kollisionen übermäßig häufig auf, gilt das Segment als überlastet.